# Рудолф фон Кирхберг
Рудолф фон Кирхберг (на немски: Rudolf von Kirchberg; † сл. 1192) е граф на Кирхберг-Балсхайм в Баден-Вюртемберг.

## Произход
Той е син на граф Хартман III фон Кирхберг-Балсхайм-Алпгау († сл. 1198) († сл. 1198). Внук е на граф Еберхард I фон Кирхберг († сл. 1166) и правнук на граф Хартман I фон Кирхберг († сл. 1122). Роднина е на Бруно фон Кирхберг, епископ на Бриксен († 1288).
Брат е на неженения граф Хартман IV фон Кирхберг († 1215) и на Вилибирг фон Кирхберг (* 1142, † 1179), омъжена за граф Лудвиг II фон Вюртемберг († 1181).

## Деца
Рудолф фон Кирхберг има една дъщеря:
- Берхта фон Балцхайм († сл. 1239), омъжена за граф Готфрид II фон Марщетен († сл. 1239), син на граф Готфрид фон Марщетен († сл. 1195) и Ита фон Тирщайн-Хомберг († 1200)